# Horloogyin Dandzan
Horloogyin Dan(d)zan (1884 – 31 augustus 1924) was een Mongools politicus.

## Leven
Dandzan sloot zich in 1919 aan bij de Mongoolse partizanen die de Chinese generaal Soe bestreden, die trachtte het land opnieuw bij China te voegen. Toen Soe in 1920 verslagen was, streed hij Dandzan mee tegen de Witte Legers van generaal Roman von Ungern-Sternberg die Mongolië sinds 1920 bezet hielden.
Reeds in 1920 vormde hij samen met Tsjoibalsan een militaire revolutionaire cirkel, de Huree(Oost)-groep genaamd. De Huree-groep ontving militaire en logistieke steun van de Sovjet-Unie en de Komintern (Communistische Internationale). De Huree-groep fuseerde in 1921 met de civiele Consul-groep van Soeche Bator. Hieruit kwam de Mongoolse Volkspartij voort. In maart 1921 werd even buiten Mongolië, in de Russische Socialistische Federatieve Sovjetrepubliek (RSFSR) een Voorlopige Mongoolse Volksregering gevestigd o.l.v. de Mongoolse Volkspartij. Dandzan werd minister in de voorlopige regering, partijvoorzitter van de Mongoolse Volkspartij (maart-september 1921) en tevens commandant van het Mongoolse Partizanenleger. De nieuwe regering werd gesteund door koetoektoe (priester-koning) Jebtsundamba van Mongolië en door de Russen. In juli 1921 verdreven de Mongoolse Partizaneneenheden de Witte Legers van Roman von Ungern-Sternberg, waarna de regering zich te Oerga (thans Ulaanbaatar) vestigde en de monarchie van de koetoektoe herstelde. Dandzan stond een nationalistische en onafhankelijke politiek voor. Hij werd hierin gesteund door Dogsomyn Bodoo, de premier.
Horloogyin Dandzan werd in 1923 minister van Defensie als opvolger van de overleden Soeche Bator en tevens opperbevelhebber. Dandzan was een anticommunist en vreesde de Sovjet-invloed (o.a. Komintern-agenten) in Mongolië. Dandzan voelde zich gesteund door de nationalisten binnen de Volkspartij die eveneens een einde wilden maken aan de macht van de communisten. Zijn aartsrivaal was Tsjoibalsan die al vroeg een communist geworden was en anno 1923 diende als onderminister van Defensie. Op het derde partijcongres, in augustus 1924 van de Mongoolse Volkspartij werd Dandzan echter op last van Tsjoibalsan gearresteerd. Hij werd berecht en 24 uur na zijn arrestatie geëxecuteerd omdat hij 'contrarevolutionair' en 'kapitalistisch' zou zijn geweest.
Na de dood van Dandzan kregen de communisten de meeste macht binnen de Mongoolse Volkspartij (vanaf 1924: Mongoolse Revolutionaire Volkspartij) en werden de nationalisten en tegenstanders van het communisme zowel binnen als buiten de Volkspartij onderdrukt. De laatste tegenstander van de communisten binnen de partij, premier Agdanbuugiyn Amar werd in 1941 geëxecuteerd.